# Serjania ampelopsis
Serjania ampelopsis là một loài thực vật có hoa trong họ Bồ hòn. Loài này được Planch. & Linden ex Planch. miêu tả khoa học đầu tiên năm 1862.